# Rocchetta a Volturno
Rocchetta a Volturno est une commune italienne de la province d'Isernia, dans la région Molise.

## Géographie
Rocchetta, proche du fleuve Volturno, se situe aux pieds d'un éperon rocheux. La commune est divisée en deux parties: la nouvelle ville, en bas, et la ville anticenne, appelée Rocchetta Alta, en haut. Rocchetta Alta est en ruines depuis la seconde moitié du XXe siècle, mais continue à dominer la vallée avec son chateau et le clocher de son église qui se détachent sur le panorama.

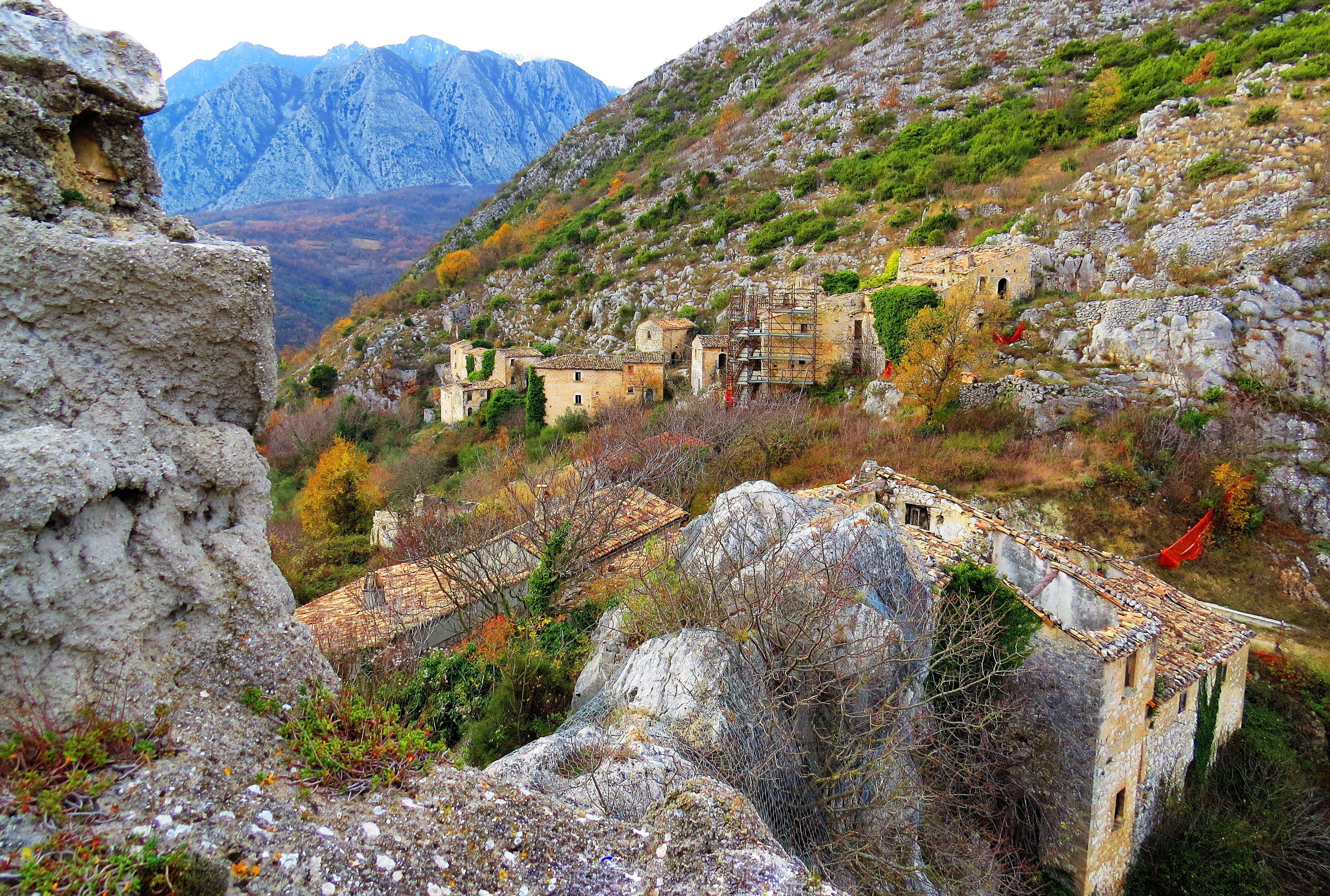
Rocchetta Alta

## Administration
| Période                                  | Période | Identité | Étiquette | Qualité |
| ---------------------------------------- | ------- | -------- | --------- | ------- |
|                                          |         |          |           |         |
| Les données manquantes sont à compléter. |         |          |           |         |

### Communes limitrophes
Castel San Vincenzo, Cerro al Volturno, Colli a Volturno, Filignano, San Biagio Saracinisco, Scapoli, Vallerotonda